# Roberto III de Dreux
Roberto III de Dreux dito o "Gasteblé" (Dreux, França, 1185 — Braine, 3 de Março de 1234) foi conde de Dreux e de Brie-Comte-Robert de 1218 a 1234, data da sua morte.

## Biografia
Durante sua juventude, durante uma caçada, destruiu um campo de trigo, o que lhe rendeu o apelido Gasteblé. A raridade deste nome sugere que este tipo de incidente é raro, ao contrário da crença popular.
Em 1212 lutou com seu irmão Pedro I, Duque da Bretanha e sob as ordens de Luís VIII de França, filho de Filipe II de França contra a Inglaterra, tendo defendido inclusive a cidade de Nantes, mas foi feito prisioneiro durante uma saída. Após a Batalha de Bouvines, ele foi trocado pelo Conde de Salisbury.
Participou também na Guerra dos Albigenses e sitiou Avinhão em 1226. Após a morte de Luís VIII, ele foi um dos pilares da regente Branca de Castela (Palência, 4 de Março de 1188 - Melun, 27 de Novembro de 1252).
Em 1234, ele foi enterrado no cemitério da família da Igreja da Abadia de St. Yved Braine.

## Relações Familiares
Foi filho de Roberto II de Dreux e de Iolanda de Coucy, filha de Raul I de Coucy (1142 - 1191) e de Inês de Hainaut.
Casou em 1210 com Aénor de Saint-Valery (1192 — 15 de novembro de 1250) Senhora de Saint-Valery-sur-Somme e filha de Thomas de Saint-Valery, de quem teve:
1. Iolanda (Yolande) (1212 — 1248), casada em 1229 em Hugo IV, Duque da Borgonha, Duque da Borgonha.
2. Roberto I (Robert I) (1217 — 1264), Senhor de Brie-Comte-Robert e visconde de Châteaudun.
3. João I (Jean I) (1215 — 1249), Conde de Dreux.
4. Pedro (Pierre) (1220 — 1250).